# Saverdun
Saverdun är en kommun i departementet Ariège i regionen Occitanien i södra Frankrike. Kommunen ligger  i kantonen Saverdun som ligger i arrondissementet Pamiers. År 2022 hade Saverdun 4 808 invånare.

## Befolkningsutveckling
Antalet invånare i kommunen Saverdun
Referens: INSEE